# 伦巴赫之家市立画廊

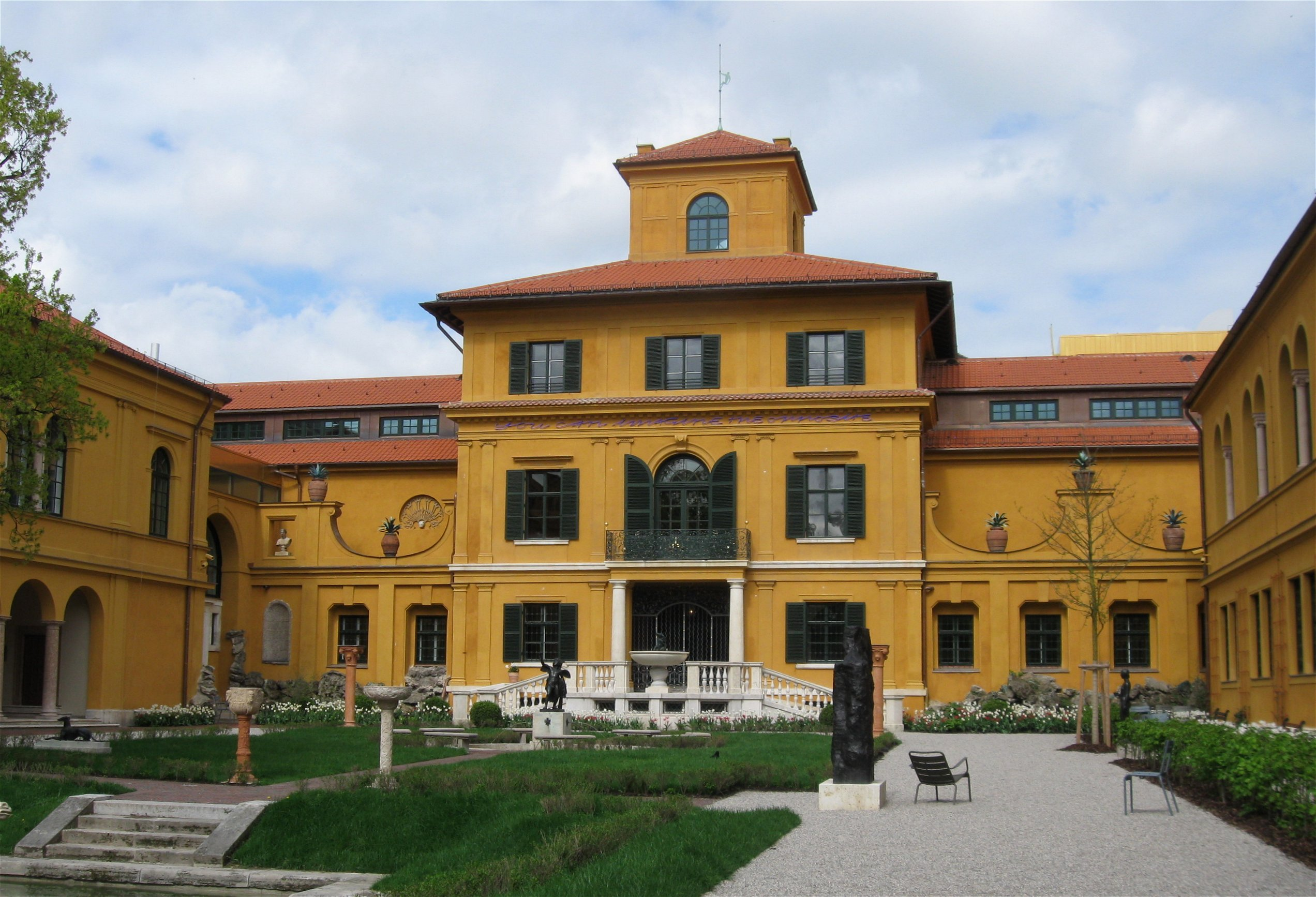

伦巴赫之家市立画廊（德語：Städtische Galerie im Lenbachhaus，德語：[ˈlɛnbaxˌhaʊs]）位于慕尼黑的艺术区，是一座美术馆建筑。馆内拥有多种风格的慕尼黑艺术家的作品，其中包括蓝骑士和新即物主义。

## 建筑

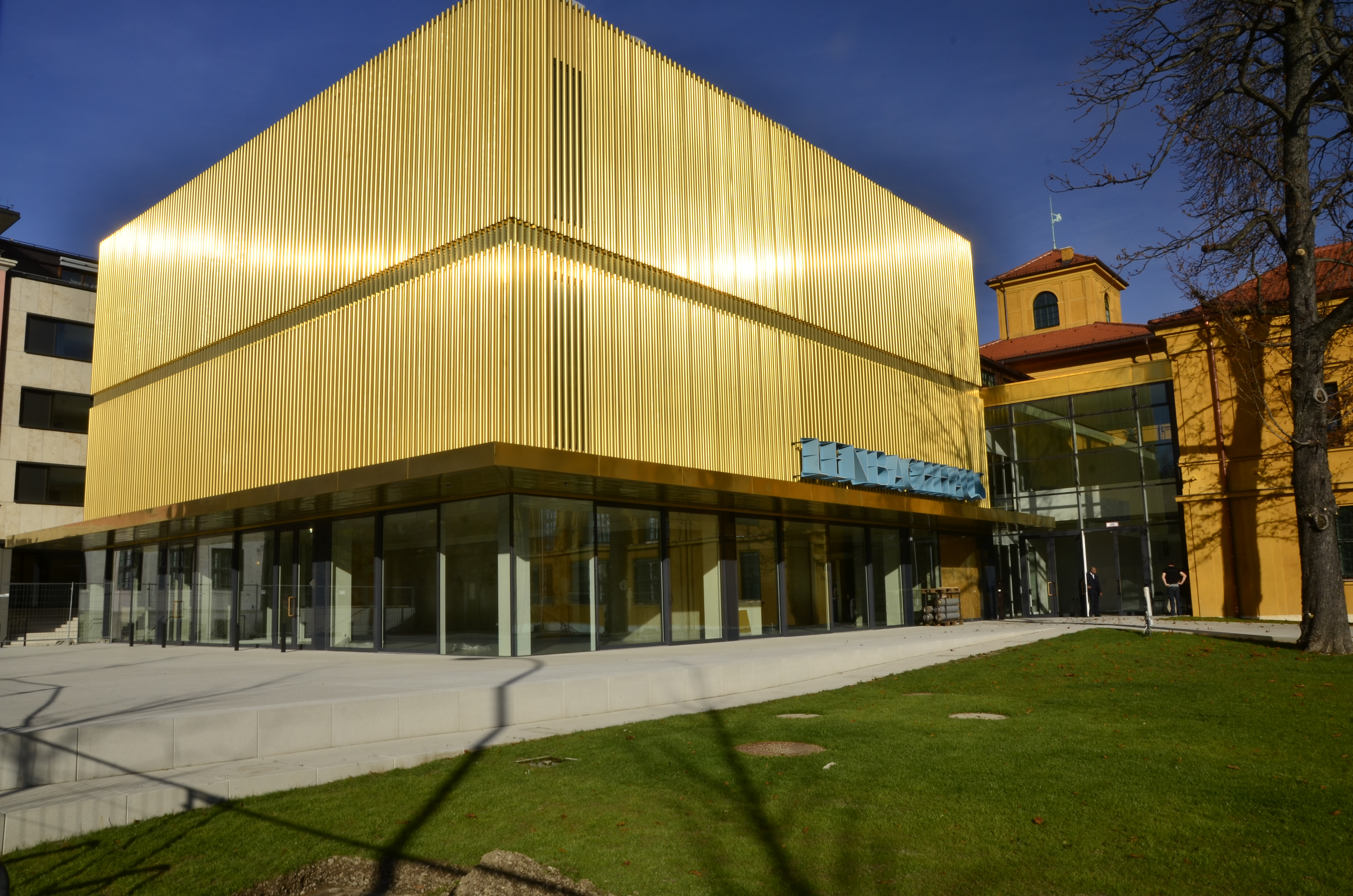

伦巴赫美术馆是画家弗朗茨·冯·伦巴赫的别墅，佛罗伦萨风格，由加布里尔·冯·赛德尔建于1887-1891年，1927-1929年由汉斯·格列塞尔扩建，1969-1972年再由海因里希·福尔贝尔（Heinrich Volbehr）和鲁道夫·特内森（Rudolf Thönessen）扩建。部分房间保留了原有的设计。
慕尼黑市于1924年收购了这座建筑，1929年在此开设了博物馆。2009年，伦巴赫美术馆新楼关闭，由诺曼·福斯特进行扩建和修复，1972年的扩建工程被拆除，为新建筑物让路。2013年5月博物馆重新开放。建筑师将新的主入口设于博物馆广场，普罗皮来门前面。新的立面，由铜铝合金的金属管包覆。

## 外部連結
- Lenbachhaus website （页面存档备份，存于）
- Lenbachhaus at the Google Art Project[]

48°08′49″N 11°33′49″E / 48.14694°N 11.56361°E